# 諏訪神社 (魚津市)
諏訪神社（すわじんじゃ）は富山県魚津市諏訪町1-16を鎮座地とする神社。祭神は建御名方神（お諏訪さま）、大山咋神（お日吉さま）、事代主神（恵比寿さま）である。毎年8月初旬には、国の重要無形民俗文化財に指定され、ユネスコの無形文化遺産に登録されている「たてもん祭り」がここで開催される。

## 歴史と概要
神社の起源は701年（大宝元年）に諏訪大社より分霊を祀ったのが始まりとされる。これ以前より魚津からは魚や塩、信州からは野菜などを運ぶなど交流が盛んであり、豊漁を願い魚津の浜で獲れた魚を諏訪大社に初魚を奉納していたことが分霊を迎えることとなったものである。その後社殿は有磯海（富山湾）のすぐ目の前にあることから、波の浸食により社地ごと流されており、天正年間に魚津城城主、河田豊前守が社殿を再建するも再び流され、1634年（寛永11年）に再建、その後現在地に1873年（明治6年）に移った。現在も社殿目の前には富山湾が広がる。社殿（拝殿）天井には躍動感溢れる鯛やブリ、カニ、フグ、はたまたエイなど、波間を泳ぐたくさんの魚と花鳥の絵60枚が描かれている。また1905年（明治38年）11月に滑川の神仏師によって制作され、1995年（平成7年）10月に修復が施された、高さ約1.3mの豊漁の神である恵比寿さまが鎮座する。

## 由緒
- 701年（大宝元年） - 諏訪大社の分霊を奉斎。後に越の大社に改称。
- 天正年間 - 魚津城主、河田豊前守が以前より何度も波濤のため流失して廃社となっていた社殿を再建[3]。
- 1634年（寛永11年）8月 - 下猟師町の北部に「無格社諏訪社」として移転。
- 1873年（明治6年）8月17日 - 現在地（加賀藩魚津塩倉跡）へ移転。
- 1930年（昭和5年） - 総檜造りの社殿を建設[1]。
- 1932年（昭和7年）6月19日 - 本町の日吉社を合祀し、諏訪神社に改称。
- 1940年（昭和15年）2月8日 - 富山県指定村社に列格。
- 1997年（平成9年）6月12日 - 本町2丁目の諏訪社を合祀。

## 行事
- 元旦 - 歳旦祭
- 1月11日 - 越舟祭
- 1月17日 - 祈年祭
- 1月26日 - 鎮火祭
- 4月17、18日 - 春季大祭・神無祭
- 6月13日 - 大祓、胎内くぐり神事
- 8月第一金曜日と土曜日 - 例祭・神無祭、たてもん祭り（国の重要無形民俗文化財指定、ユネスコの無形文化遺産登録）
- 10月20日 - 恵比須祭
- 11月中 - 七五三詣
- 11月23日 - 新嘗祭
- 12月31日 - 除夜祭